# Grace Brown (ciclista)
Grace Brown (Camperdown, 7 de julho de 1992) é uma ciclista australiana que compete na modalidade de rota.
Ganhou uma medalha de prata no Campeonato Mundial de Ciclismo em Estrada de 2022, na prova de contrarrelógio. Participou nos Jogos Olímpicos de Verão de 2020, ocupando o quarto lugar na mesma prova.
Em 2024, conquistou o ouro no contrarrelógio nos Jogos Olímpicos em Paris.

## Medalheiro internacional
| Campeonato Mundial | Campeonato Mundial      | Campeonato Mundial | Campeonato Mundial |
| Ano                | Lugar                   | Medalha            | Competição         |
| ------------------ | ----------------------- | ------------------ | ------------------ |
| 2022               | Wollongong ( Austrália) | Medalha de prata   | Contrarrelógio     |

## Palmarés
- 2018
  - 3.ª no Campeonato da Austrália em Estrada 
  - Campeonato Oceânico Contrarrelógio  
  - 2.ª no Campeonato Oceânico em Estrada

- 2019
  - Campeonato da Austrália Contrarrelógio  
  - 1 etapa do Santos Women's Tour

- 2020
  - 2.ª no Campeonato da Austrália Contrarrelógio 
  - 3.ª no Campeonato da Austrália em Estrada 
  - Flecha Brabanzona

- 2021
  - 2.ª no Campeonato da Austrália Contrarrelógio 
  - 2.ª no Campeonato da Austrália em Estrada 
  - Clássica Bruges–De Panne
  - 1 etapa da Volta a Burgos Feminina

- 2022
  - Campeonato da Austrália Contrarrelógio  
  - 2.ª no Campeonato da Austrália em Estrada 
  - 1 etapa do The Women's Tour
  - La Périgord Ladies
  - 1 etapa da Ceratizit Challenge by La Vuelta
  - 2.ª no Campeonato Mundial Contrarrelógio